# Virginia Gilmore
Pour les articles homonymes, voir Gilmore.
Virginia Gilmore est une actrice américaine, de son vrai nom Sherman Virginia Poole, née le 26 juillet 1919 à El Monte (Californie), morte le 28 mars 1986 à Santa Barbara (Californie).

## Biographie

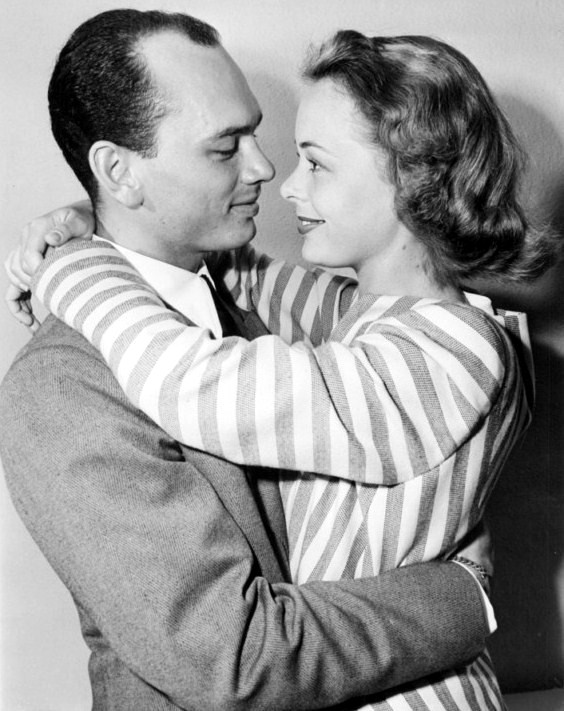
Avec son époux Yul Brynner,
en 1944 (photo promotionnelle)

Sous le pseudonyme de Virginia Gilmore, elle débute au cinéma dans Winter Carnival de Charles Reisner, avec Ann Sheridan et Richard Carlson, sorti en 1939. Elle contribue à seulement dix-sept autres films américains, produits notamment par la Fox. Le dernier est Le Guêpier d'Alfred L. Werker, avec George Murphy et Finlay Currie, sorti en 1952.
Parmi ses films notables, citons L'Étang tragique, un des films américains de Jean Renoir (1941, avec Dana Andrews et Anne Baxter), le western Les Pionniers de la Western Union de Fritz Lang (1941, avec Robert Young et Randolph Scott), Vainqueur du destin de Sam Wood (1942, avec Gary Cooper et Teresa Wright), ou encore Le Joyeux Phénomène d'H. Bruce Humberstone (1945, avec Danny Kaye et Virginia Mayo).
À la télévision, elle apparaît dans dix-huit séries entre 1948 et 1964, dont un épisode (avec E. G. Marshall et diffusé en 1963) de la série judiciaire Les Accusés. Après cela, elle tient uniquement un petit rôle non crédité dans le téléfilm La Fraternité ou la Mort de Paul Wendkos, avec Glenn Ford et Rosemary Forsyth, diffusé en 1970.
Au théâtre, Virginia Gilmore joue à Broadway (New York) dans six pièces, disséminées de 1943 à 1961. Mentionnons Dear Ruth de Norman Krasna, mise en scène par Moss Hart et représentée 680 fois de décembre 1944 à juin 1946, où elle tient le premier rôle féminin aux côtés de John Dall, ainsi que Truckline Cafe de Maxwell Anderson en 1946, avec Marlon Brando et Karl Malden. Sa dernière pièce à Broadway, de décembre 1960 à mai 1961, est Critic's Choice (en) d'Ira Levin, mise en scène et produite par Otto Preminger, avec Henry Fonda et Mildred Natwick.
En 1944, elle épouse l'acteur Yul Brynner (1920-1985), dont elle divorce en 1960. Elle joue à ses côtés (et avec Charles Bronson) dans l'épisode pilote, diffusé en 1949, de la série Fireside Theater (en).

## Filmographie

### Cinéma

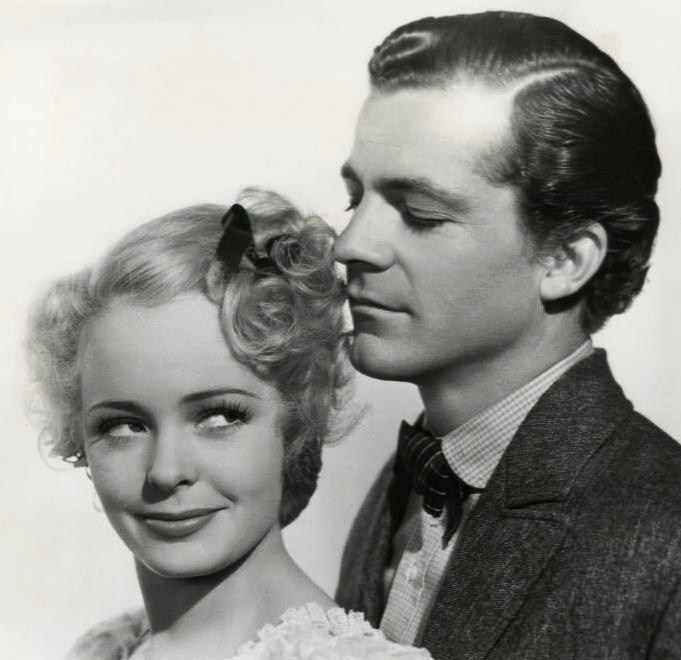
Avec Dana Andrews, dans L'Étang tragique
(1941, photo promotionnelle)

- 1939 : Reine d'un jour (Winter Carnival) de Charles Reisner : Margie Stafford
- 1940 : Laddie de Jack Hively : Pamela Pryor
- 1940 : Manhattan Heartbeat de David Burton : Dottie Haley
- 1940 : Jennie (en) de David Burton : Jennie Collins
- 1941 : Tall, Dark and Handsome d'H. Bruce Humberstone : Judy Miller
- 1941 : Les Pionniers de la Western Union (Western Union) de Fritz Lang : Sue Creighton
- 1941 : Mr. District Attorney in the Carter Case de Bernard Vorhaus : Terry Parker
- 1941 : L'Étang tragique (Swamp Water) de Jean Renoir : Mabel MacKenzie
- 1942 : Sundown Jim de James Tinling : Toni Black
- 1942 : Ce que femme veut (Orchestra Wives) d'Archie Mayo
- 1942 : Vainqueur du destin (The Pride of the Yankees) de Sam Wood : Myra
- 1942 : The Loves of Edgar Allan Poe d'Harry Lachman : Elmira Royster
- 1942 : Correspondant de guerre (Berlin Correspondant) d'Eugene Forde : Karen Hauen
- 1942 : Kalamazoo (Orchestra Wives) d'Archie Mayo : Elsie
- 1942 : That Other Woman de Ray McCarey : Emily Borden
- 1943 : Chetniks ou Chetniks ! The Fighting Guerrillas de Louis King : Natalia
- 1945 : Le Joyeux Phénomène (Wonder Man) d'H. Bruce Humberstone : La fille du marin
- 1948 : Close-Up (en) de Jack Donohue : Peggy Lake
- 1952 : Le Guêpier (Walk East on Beacon !) d'Alfred L. Werker : Millie Zalenko aka Teresa Hanning

### Télévision
- 1950 : Studio One (Série TV) : Haila Troy
- 1950 : Musical Comedy Time (Série TV) : Natalie
- 1951 : Suspense (Série TV) : Cora Maybee
- 1952 : Broadway Television Theatre (Série TV) : Lou
- 1961 : The United States Steel Hour (en) (Série TV) : Melba Wardlow
- 1962 et 1964 : The Nurses (Série TV) : Dr. Lillian Bauer / Edna Sonnenberg
- 1963 : Les Accusés (The Defenders) (Série TV) : Laura Fuller
- 1970 : La Fraternité ou la Mort (The Brotherhood of the Bell) de Paul Wendkos (Téléfilm) : Une femme à l'audience

## Théâtre à Broadway (intégrale)
- 1943 : Those Endearing Young Charms d'Edward Chodorov, avec Zachary Scott, Blanche Sweet
- 1943 : The World's Full of Girls, adaptation par Nunnally Johnson du roman de Thomas Bell
- 1944-1946 : Dear Ruth de Norman Krasna, mise en scène de Moss Hart, avec John Dall
- 1946 : Truckline Cafe de Maxwell Anderson, coproduction d'Elia Kazan, avec Marlon Brando, Karl Malden, David Manners, Frank Overton, Kenneth Tobey
- 1952 : The Grey-Eyed People de John D. Hess, mise en scène de Morton DaCosta, avec Walter Matthau, Rosemary Prinz
- 1960-1961 : Critic's Choice (en) d'Ira Levin, mise en scène et production d'Otto Preminger, avec Henry Fonda, Billie Allen, Murray Hamilton, Mildred Natwick

## Galerie photos

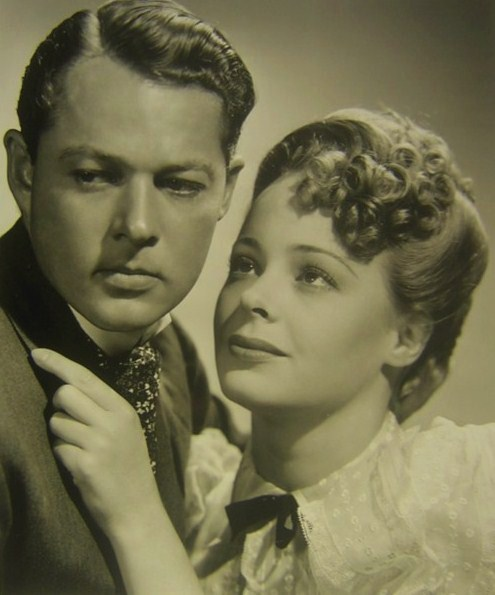
Avec William Henry, dans Jennie (en) (1940, photo promotionnelle)
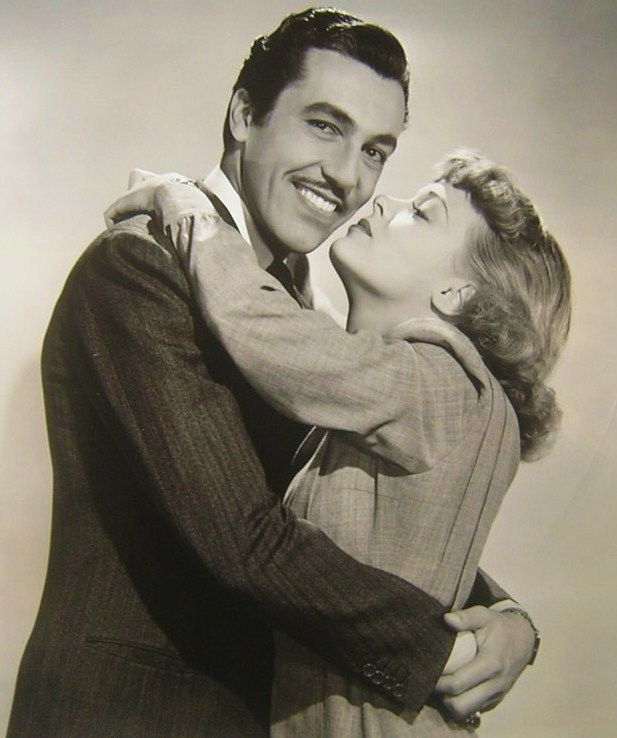
Avec Cesar Romero, dans Tall, Dark and Handsome (1941, photo promotionnelle)
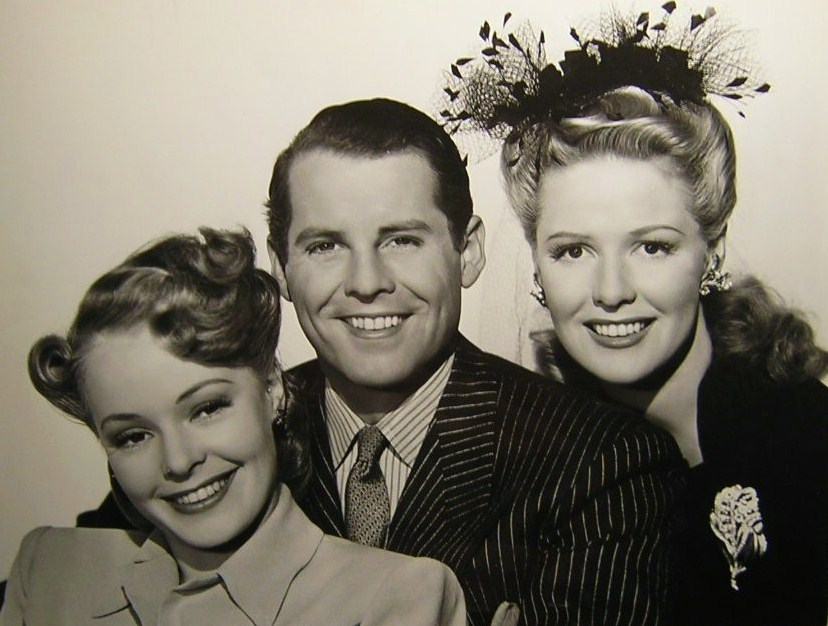
Avec James Ellison et Janis Carter (à d.), dans That Other Woman (1942, photo promotionnelle)

## Note
1. ↑  L'IBDb ci-dessus mentionne par erreur A Successful Calamity en 1934, avec Paul Gilmore (en) qui joue aux côtés de sa fille, également nommée Virginia Gilmore.